# Província d'Es-Semara
La província d'Es-Semara (en àrab إقليم السمارة, iqlīm as-Samāra; en amazic ⵜⴰⵙⴳⴰ ⵏ ⵙⵙⵎⴰⵔⴰ) és una de les províncies creades pel govern marroquí al Sàhara Occidental, un territori no autònom sota supervisió del Comitè de Descolonització de l'Organització de les Nacions Unides. El seu procés de descolonització va ser interromput en 1976, quan Espanya, la seva potència administradora, va abandonar el territori en virtut de l'Acord Tripartit de Madrid, no vàlid segons el Dret internacional. Part del territori està ocupat pel Marroc, qui l'inclou dins de la regió Laâyoune-Sakia El Hamra, i reclamat per l'autoproclamada República Àrab Sahrauí Democràtica. Per a més informació, vegeu Estatus polític del Sàhara Occidental. Té una superfície de 61.760 km² i 60.426 habitants censats en 2004.

## Demografia
| 17.753                                                        | 39.726 | 60.426 | 65.594 |
| 1982, 1994: cens secundari; 2004: cens oficial; 2007: càlcul. |        |        |        |

## Comunes de la província
| Comunes              | Població en 1994 | Població en 2004 |
| -------------------- | ---------------- | ---------------- |
| Smara                | 28.728           | 40.347           |
| Haouza               | 2.940            | 8.769            |
| Tifariti             | 2.666            | 3.092            |
| Jdiriya              | 2.195            | 2.000            |
| Amgala               | 1.960            | 4.398            |
| Sidi Ahmed Laaroussi | 1.215            | 1.820            |